# مونتيسبيرتولي
مونتيسبيرتولي (النطق الإيطالي: ‎[monteˈspɛrtoli]‏) هي كومونا (بلدية) في مدينة فلورنسا الحضرية في منطقة توسكانا الإيطالية، وتقع على بعد نحو 20 كيلومتر (12 ميل) جنوب غرب فلورنسا.

## نبذة
تحد مونتيسبيرتولي البلديات الآتية: وهي باربرينو فال دلسا وكاستلفورينتينو وسيرتالدو وإمبولي ولاستارا أسينا ومونتيلوبو فيورنتينو وسان كاسيانو في فال دي بيسا وسكانديتشي وتافارنيل فال دي بسا.
يعود وجود المستوطنات البشرية في المنطقة إلى العصر الروماني والإتروسكي، بالرغم من أن قرى هذي البلدية الحديثة معروفة منذ القرن الحادي عشر، عندما تم تكريس كنيسة سان بيترو في ميركاتو وقرية لوكاردو، وفي عام 1393، استحوذت عائلة مكيافيلي على بلدة مونتيسبيرتولي.

## المعالم السياحية الرئيسية
- بيفي (وهي الكنيسة الشعبية) لـ سان بيترو في ميركاتو، وتم تكريسها عام 1057.
- كنيسة أبرشية سانتا مارية والتي تقع في كويلي أولا، والمعروفة أيضا من القرن التاسع
- كنيسة سانت أندريا في مونتيسبيرتولي (والتي تعود إلى القرن السادس عشر)، والتي تضم أجزاء من جرن معمودية (وهي قطع أثاث للكنيسة) من القرن الثاني عشر من كنيسة سانتا ماريا أ كويلي في أولا، ولوحة مادونا مع القديسين المنسوبة إلى الرسام الإيطالي نيكولو دي بيترو جيريني.
- كنيسة سان ميشيل أركانجيلو في كاستيليوني (والتي تعود إلى القرن الثاني عشر)
- قلعة مونتيغوفوني، ومقر الإقامة السابق لعائلة أكياولي، والذي أصبح لاحقًا لعائلات سيتويل.
- قلعة سونينو، والمقر السابق للسياسي الإيطالي سيدني سونينو، والذي يُعد حاليا مصنعاً للنبيذ.[3]